# 최상규 (소설가)
최상규(崔翔圭, 1934년 5월 5일 ~ 1994년 1월 16일)는 대한민국의 소설가이다.
충남 보령 출생. 연세대 영문학과 졸업. 1956년 <포인트>가 <문학예술>지에 추천되어 등단. 주요 작품으로 <사탑(斜塔)>, <형성기>, <겨울 잠행>, <자라나는 탑> 등 발표. 번역서로 <현대소설이론> <소설의 수사학> 등이 있다. 공주 교대 교수 역임. 그의 소설은 인간성에 대한 진지한 탐색을 위한, 상상력과 환상을 그려내는 작가의식을 보여주고 있다. 1994년 1월 16일에 간경화로 인하여 향년 60세를 일기로 별세하였다.